# Lista das Santas Casas de Misericórdia no Brasil
Esta é uma lista das Santas Casas de Misericórdia no Brasil.
| Nome da Instituição                                      | Estado de origem    | Fundação   | Inauguração | Observações |
| -------------------------------------------------------- | ------------------- | ---------- | ----------- | --- |
| Santa Casa de Misericórdia de Adamantina                 | São Paulo           | 01.10.1952 | 07.12.1957  | |
| Santa Casa de Misericórdia de Aguaí                      | São Paulo           | 14.02.1968 |             | |
| Santa Casa de Misericórdia de Alegrete                   | Rio Grande do Sul   | 15.08.1872 | 1876        | |
| Santa Casa de Misericórdia de Álvares Machado            | São Paulo           | 28.10.1960 | 27.07.1961  | |
| Santa Casa de Misericórdia de Anápolis                   | Goiás               | 12.1946    |             | |
| Santa Casa de Misericórdia de Andradas                   | Minas Gerais        | 10.03.1926 |             | |
| Santa Casa de Misericórdia de Andradina                  | São Paulo           | 10.05.1940 |             | |
| Santa Casa de Misericórdia de Andrelândia                | Minas Gerais        | 1894       |             | |
| Santa Casa de Misericórdia de Angatuba                   | São Paulo           | 05.04.1949 | 1955        | |
| Santa Casa de Misericórdia de Angra dos Reis             | Rio de Janeiro      | 01.06.1832 |             | |
| Santa Casa de Misericórdia de Aparecida                  | São Paulo           | 1930       |             | |
| Santa Casa de Misericórdia de Aparecida d'Oeste          | São Paulo           | 10.01.1971 |             | |
| Santa Casa de Misericórdia de Araçatuba                  | São Paulo           | 20.03.1927 | 1931        | Hospital Estruturante |
| Santa Casa de Misericórdia de Arapongas                  | Paraná              | 26.03.1960 |             | |
| Santa Casa de Misericórdia de Araraquara                 | São Paulo           | 25.02.1902 |             | Hospital Estruturante |
| Santa Casa de Misericórdia de Araras                     | São Paulo           | 27.01.1906 |             | |
| Santa Casa de Misericórdia de Araxá                      | Minas Gerais        | 17.10.1885 |             | |
| Santa Casa de Misericórdia de Areias                     | São Paulo           | 18??       |             | Extinta nos anos 80 do século XX |
| Santa Casa de Misericórdia de Arroio Grande              | Rio Grande do Sul   | 15.03.1930 |             | Hospital de Vila Olimpo |
| Santa Casa de Misericórdia de Assis                      | São Paulo           | 07.12.1919 |             | |
| Santa Casa de Misericórdia de Avaré                      | São Paulo           | 14.07.1904 | 1909        | |
| Santa Casa de Misericórdia de Bagé                       | Rio Grande do Sul   | 1870       | 25.03.1883  | |
| Santa Casa de Misericórdia da Bahia                      | Bahia               | 04.1549    |             | Salvador |
| Santa Casa de Misericórdia de Barbacena                  | Minas Gerais        | 20.07.1852 | 01.01.1858  | |
| Santa Casa de Misericórdia de Bariri                     | São Paulo           | 18.08.1922 | 10.05.1934  | |
| Santa Casa de Misericórdia de Barra Mansa                | Rio de Janeiro      | 06.09.1859 | 02.07.1867  | |
| Santa Casa de Misericórdia de Barretos                   | São Paulo           | 17.01.1917 | 09.01.1921  | Hospital Estruturante |
| Santa Casa de Misericórdia de Batatais                   | São Paulo           |            |             | |
| Santa Casa de Misericórdia de Bauru                      | São Paulo           | 19??       | 29.09.1911  | Extinto pelo decreto estadual nº 11.014, de 28.12.1977. Hoje é conhecido como Hospital de Base de Bauru |
| Santa Casa de Misericórdia de Bebedouro                  | São Paulo           | 01.04.1911 | 01.01.1914  | |
| Santa Casa de Misericórdia de Belém                      | Pará                | 1619       | 24.02.1650  | |
| Santa Casa de Misericórdia de Belo Horizonte             | Minas Gerais        | 21.05.1899 |             | |
| Santa Casa de Misericórdia de Bernardino de Campos       | São Paulo           | 1941       | 08.08.1948  | Em 22.09.2015, a instituição se transforma no Instituto Nacional de Pesquisa e Gestão em Saúde – InSaúde |
| Santa Casa de Misericórdia de Birigui                    | São Paulo           | 08.12.1935 |             | |
| Santa Casa de Misericórdia de Boa Esperança              | Minas Gerais        | 19.12.1917 |             | |
| Santa Casa de Misericórdia de Boa Esperança do Sul       | São Paulo           | 06.02.1970 |             | São Vicente de Paulo |
| Santa Casa de Misericórdia de Bocaina                    | São Paulo           | 13.06.1913 |             | |
| Santa Casa de Misericórdia de Bragança Paulista          | São Paulo           | 31.08.1874 | 12.1877     | |
| Santa Casa de Misericórdia de Brasópolis                 | Minas Gerais        | 07.09.1908 | 02.04.1911  | São Caetano da Vargem Grande |
| Santa Casa de Misericórdia de Cabreúva                   | São Paulo           | 1974       |             | Hospital São Roque |
| Santa Casa de Misericórdia de Cachoeira                  | Bahia               | 20.04.1826 |             | |
| Santa Casa de Misericórdia de Cachoeiro de Itapemirim    | Espírito Santo      | 27.01.1900 |             | |
| Santa Casa de Misericórdia de Caconde                    | São Paulo           | 25.08.1929 |             | |
| Santa Casa de Misericórdia de Cafelândia                 | São Paulo           | 11.12.1935 | 09.07.1948  | |
| Santa Casa de Misericórdia de Cambará                    | Paraná              | 1949       |             | |
| Santa Casa de Misericórdia de Cambé                      | Paraná              | 13.06.1957 | 02.06.1966  | |
| Santa Casa de Misericórdia de Cambuí                     | Minas Gerais        | 26.09.1944 |             | |
| Santa Casa de Misericórdia de Campinas                   | São Paulo           | 01.10.1876 |             | |
| Santa Casa de Misericórdia de Campo Grande               | Mato Grosso do Sul  | 03.06.1919 | 12.1928     | Nasceu não oficialmente em 1917 |
| Santa Casa de Misericórdia de Campo Mourão               | Paraná              | 15.01.1955 |             | |
| Santa Casa de Misericórdia de Campos                     | Rio de Janeiro      | 21.12.1792 | 1793        | |
| Santa Casa de Misericórdia de Canavieiras                | Bahia               | 19xx       | 1912        | |
| Santa Casa de Misericórdia de Cândido Mota               | São Paulo           | 28.03.1972 | 07.10.1981  | |
| Santa Casa de Misericórdia de Capão Bonito               | São Paulo           | 08.08.1936 |             | |
| Santa Casa de Misericórdia de Capivari                   | São Paulo           | 29.06.1898 | 03.07.1900  | |
| Santa Casa de Misericórdia de Cardoso                    | São Paulo           | 25.11.1963 | 16.09.1974  | Hospital e Maternidade Leonor Mendes de Barros |
| Santa Casa de Misericórdia de Caraguatatuba              | São Paulo           | 1936       | 24.05.1952  | Casa de Saúde Stella Maris |
| Santa Casa de Misericórdia de Carmo da Mata              | Minas Gerais        | 06.01.1944 |             | |
| Santa Casa de Misericórdia de Casa Branca                | São Paulo           | 12.04.1885 |             | |
| Santa Casa de Misericórdia de Castelo                    | Espírito Santo      |            |             | Filial de Cachoeiro |
| Santa Casa de Misericórdia de Catalão                    | Goiás               | 19.01.1949 | 20.08.1959  | |
| Santa Casa de Misericórdia de Cerqueira César            | São Paulo           | 09.12.1946 | 24.02.1960  | |
| Santa Casa de Misericórdia de Cerquilho                  | São Paulo           | 25.06.1982 |             | |
| Santa Casa de Misericórdia de Chavantes                  | São Paulo           | 31.08.1923 |             | |
| Santa Casa de Misericórdia de Cláudio                    | Minas Gerais        | 28.10.1941 |             | |
| Santa Casa de Misericórdia de Conquista                  | Minas Gerais        | 29.09.1966 |             | |
| Santa Casa de Misericórdia de Cornélio Procópio          | Paraná              | 1956       |             | |
| Santa Casa de Misericórdia de Coromandel                 | Minas Gerais        | 28.10.1946 |             | |
| Santa Casa de Misericórdia de Corumbá                    | Mato Grosso do Sul  | 13.06.1904 | 1912        | |
| Santa Casa de Misericórdia de Cravinhos                  | São Paulo           | 14.10.1916 |             | |
| Santa Casa de Misericórdia de Cruzeiro                   | São Paulo           | 05.04.1914 | 15.08.1926  | |
| Santa Casa de Misericórdia de Cuiabá                     | Mato Grosso         | 1815       | 08.12.1817  | |
| Santa Casa de Misericórdia de Cunha                      | São Paulo           | 1910       | 13.06.1943  | Maternidade Nossa Senhora da Conceição |
| Santa Casa de Misericórdia de Curitiba                   | Paraná              | 09.06.1852 | 22.05.1880  | |
| Santa Casa de Misericórdia de Descalvado                 | São Paulo           | 08.09.1894 | 04.11.1895  | |
| Santa Casa de Misericórdia de Diadema                    | São Paulo           | 28.05.1969 |             | |
| Santa Casa de Misericórdia de Diamantina                 | Minas Gerais        | 23.05.1790 |             | |
| Santa Casa de Misericórdia de Dois Córregos              | São Paulo           | 25.09.1911 | 25.05.1913  | |
| Santa Casa de Misericórdia de Dracena                    | São Paulo           | 03.06.1951 | 08.12.1957  | |
| Santa Casa de Misericórdia de Duartina                   | São Paulo           | 14.06.1947 | 23.01.1953  | |
| Santa Casa de Misericórdia de Estrela d'Oeste            | São Paulo           | 20.02.1968 | 02.02.1981  | Hospital Dr. Onofre Silva Rosateli |
| Santa Casa de Misericórdia de Fartura                    | São Paulo           | 23.09.1949 |             | |
| Santa Casa de Misericórdia de Feira de Santana           | Bahia               | 25.03.1859 | 25.03.1865  | |
| Santa Casa de Misericórdia de Fernandópolis              | São Paulo           | 01.02.1948 | 28.02.1956  | |
| Santa Casa da Caridade de Formiga                        | Minas Gerais        | 01.01.1893 |             | |
| Santa Casa de Misericórdia de Fortaleza                  | Ceará               | 12.02.1861 | 19.09.1861  | |
| Santa Casa de Misericórdia de Franca                     | São Paulo           | 16.06.1897 | 01.1901     | Hospital Estruturante |
| Santa Casa de Misericórdia de General Salgado            | São Paulo           | 15.09.1979 |             | Nossa Senhora das Dores |
| Santa Casa de Misericórdia de Getulina                   | São Paulo           | 20.06.1941 |             | |
| Santa Casa de Misericórdia de Goiânia                    | Goiás               | 01.11.1936 |             | |
| Santa Casa de Misericórdia de Goioerê                    | Paraná              | 02.06.1956 | 1965        | Maria Antonieta Scarpari |
| Santa Casa de Misericórdia de Grama                      | São Paulo           | 16.09.1968 |             | São Sebastião da Grama |
| Santa Casa de Misericórdia de Guaratinguetá              | São Paulo           | 10.05.1869 |             | |
| Santa Casa de Misericórdia de Guariba                    | São Paulo           | 22.11.1922 | 10.10.1926  | Hospital Regional Francisco Carneiro D'Albuquerque |
| Santa Casa de Misericórdia de Ibirá                      | São Paulo           | 04.07.1949 |             | |
| Santa Casa de Misericórdia de Ibitinga                   | São Paulo           |            | 30.09.1928  | |
| Santa Casa de Misericórdia de Ilhabela                   | São Paulo           | 02.09.1943 |             | |
| Santa Casa de Misericórdia de Ilhéus                     | Bahia               | 07.12.1913 | 19.09.1920  | |
| Santa Casa de Misericórdia de Itabuna                    | Bahia               | 04.07.1916 | 07.09.1922  | |
| Santa Casa de Misericórdia de Itajubá                    | Minas Gerais        | 1894       | 02.05.1897  | |
| Santa Casa de Misericórdia de Itapeva                    | São Paulo           | 10.06.1899 |             | Hospital Estruturante |
| Santa Casa de Misericórdia de Itápolis                   | São Paulo           | 13.06.1926 | 13.07.1927  | |
| Santa Casa de Misericórdia de Itatiba                    | São Paulo           | 01.01.1899 |             | |
| Santa Casa de Misericórdia de Itu                        | São Paulo           | 1840       | 1867        | |
| Santa Casa de Misericórdia de Ituverava                  | São Paulo           | 13.11.1947 | 08.10.1952  | |
| Santa Casa de Misericórdia de Jaboticabal                | São Paulo           | 02.07.1904 |             | Hospital e Maternidade Santa Isabel |
| Santa Casa de Misericórdia de Jacareí                    | São Paulo           | 22.02.1850 | 1861        | |
| Santa Casa de Misericórdia de Jacarezinho                | Paraná              | 23.03.1919 | 20.12.1931  | |
| Santa Casa de Misericórdia de Jales                      | São Paulo           | 27.11.1958 |             | |
| Santa Casa de Misericórdia de Jaú                        | São Paulo           | 09.07.1893 | 27.05.1906  | |
| Santa Casa de Misericórdia de Jequié                     | Bahia               |            |             | Hospital São Judas Tadeu |
| Santa Casa de Misericórdia de Ji-Paraná                  | Rondônia            | 12.08.1999 | 11.2003     | |
| Santa Casa de Misericórdia de João Pessoa                | Paraíba             | 1602       |             | |
| Santa Casa de Misericórdia de Juiz de Fora               | Minas Gerais        | 06.08.1854 |             | |
| Santa Casa de Misericórdia de Jundiaí                    | São Paulo           |            |             | Hospital Estruturante |
| Santa Casa de Misericórdia de Junqueirópolis             | São Paulo           | 19.02.1951 |             | |
| Santa Casa de Misericórdia de Lagoa Santa                | Minas Gerais        | 23.09.1999 | 01.2001     | |
| Santa Casa de Misericórdia de Lavras                     | Minas Gerais        |            |             | |
| Santa Casa de Misericórdia de Leme                       | São Paulo           | 18.12.1935 |             | |
| Santa Casa de Misericórdia de Limeira                    | São Paulo           | 17.02.1895 |             | Hospital Estruturante |
| Santa Casa de Misericórdia de Lins                       | São Paulo           | 18.03.1923 |             | |
| Santa Casa de Misericórdia de Londrina                   | Paraná              | 03.1936    | 07.09.1944  | |
| Santa Casa de Misericórdia de Macapá                     | Amapá               | 10.09.2013 |             | |
| Santa Casa de Misericórdia de Macaubal                   | São Paulo           |            |             | |
| Santa Casa de Misericórdia de Maceió                     | Alagoas             | 07.09.1851 | 01.1856     | |
| Santa Casa de Misericórdia de Manaus                     | Amazonas            | 1872       | 16.05.1880  | Hospital desativado em 2004. Por meio do decreto estadual 35.301, de 10.2014, foi determinada a desapropriação do terreno que continha mais de 10 mil metros quadrados. Porém, permanece abandonado até hoje |
| Santa Casa de Misericórdia de Marília                    | São Paulo           | 22.04.1929 |             | Hospital Estruturante |
| Santa Casa de Misericórdia de Maringá                    | Paraná              | 1954       |             | |
| Santa Casa de Misericórdia de Martinópolis               | São Paulo           | 14.10.1945 |             | Padre João Scheneider |
| Santa Casa de Misericórdia de Mauá                       | São Paulo           | 09.03.1963 | 12.06.1966  | |
| Santa Casa de Misericórdia de Mococa                     | São Paulo           | 08.12.1907 | 04.12.1911  | Hospital Dona Carolina Figueiredo |
| Santa Casa de Misericórdia de Mogi das Cruzes            | São Paulo           | 06.07.1873 |             | |
| Santa Casa de Misericórdia de Mogi Guaçu                 | São Paulo           | 22.11.1913 |             | Hospital Estruturante |
| Santa Casa de Misericórdia de Mogi Mirim                 | São Paulo           | 06.04.1867 | 03.06.1888  | |
| Santa Casa de Misericórdia de Monte Alto                 | São Paulo           | 01.01.1917 | 1924        | |
| Santa Casa de Misericórdia de Monte Aprazível            | São Paulo           | 12.11.1931 |             | |
| Santa Casa de Misericórdia de Monte Belo                 | Minas Gerais        | 01.03.1980 | 16.09.1998  | Hospital e Maternidade Frei Francisco Stienen |
| Santa Casa de Misericórdia de Montes Claros              | Minas Gerais        | 21.09.1871 |             | |
| Santa Casa de Misericórdia de Natal                      | Rio Grande do Norte |            |             | |
| Santa Casa de Misericórdia de Naviraí                    | Mato Grosso do Sul  |            |             | |
| Santa Casa de Misericórdia de Neves Paulista             | São Paulo           | 16.09.1972 |             | |
| Santa Casa de Misericórdia de Nova Europa                | São Paulo           | 30.11.1984 |             | |
| Santa Casa de Misericórdia de Novo Horizonte             | São Paulo           | 06.1934    |             | |
| Santa Casa de Misericórdia de Olímpia                    | São Paulo           | 24.07.1927 | 04.04.1937  | Hospital Estruturante |
| Santa Casa de Misericórdia de Olinda                     | Pernambuco          | 1539       | 1540        | Mais antiga do país |
| Santa Casa de Misericórdia de Ourinhos                   | São Paulo           | 01.05.1943 |             | Hospital Estruturante |
| Santa Casa de Misericórdia de Ouro Preto                 | Minas Gerais        | 02.10.1735 |             | |
| Santa Casa de Misericórdia de Oswaldo Cruz               | São Paulo           | 10.09.1958 |             | |
| Santa Casa de Misericórdia de Pacaembu                   | São Paulo           | 1959??     |             | |
| Santa Casa de Misericórdia de Palmeira d'Oeste           | São Paulo           | 01.08.1966 |             | |
| Santa Casa de Misericórdia de Palmital                   | São Paulo           | 1955       | 29.09.1961  | |
| Santa Casa de Misericórdia de Panorama                   | São Paulo           |            |             | |
| Santa Casa de Misericórdia de Paraguaçu Paulista         | São Paulo           | 18.05.1934 | 18.05.1947  | |
| Santa Casa de Misericórdia de Paranaíba                  | Mato Grosso do Sul  | 01.01.1954 |             | |
| Santa Casa de Misericórdia de Paranavaí                  | Paraná              | 09.03.1957 |             | |
| Santa Casa de Misericórdia de Parapuã                    | São Paulo           | 10.04.1960 |             | |
| Santa Casa de Misericórdia de Parnaíba                   | Piauí               | 26.04.1896 |             | |
| Santa Casa de Misericórdia de Paraty                     | Rio de Janeiro      | 12.10.1822 |             | |
| Santa Casa de Misericórdia de Passos                     | Minas Gerais        | 1864       | 16.04.1865  | |
| Santa Casa de Misericórdia de Patrocínio                 | Minas Gerais        | 15.04.1934 | 07.09.1938  | |
| Santa Casa de Misericórdia de Patrocínio Paulista        | São Paulo           | 01.11.1908 |             | |
| Santa Casa de Misericórdia de Paulo de Faria             | São Paulo           | 16.03.1960 |             | |
| Santa Casa de Misericórdia de Pedregulho                 | São Paulo           | 10.11.1921 |             | |
| Santa Casa de Misericórdia de Pelotas                    | Rio Grande do Sul   | 20.06.1847 | 1848        | |
| Santa Casa de Misericórdia de Penápolis                  | São Paulo           | 14.05.1919 |             | |
| Santa Casa de Misericórdia de Pindamonhangaba            | São Paulo           | 06.08.1863 | 24.06.1865  | |
| Santa Casa de Misericórdia de Piracicaba                 | São Paulo           | 25.12.1854 |             | Hospital Estruturante e Hospital Santa Isabel |
| Santa Casa de Misericórdia de Pirassununga               | São Paulo           | 09.02.1902 |             | |
| Santa Casa de Misericórdia de Poços de Caldas            | Minas Gerais        | 19.02.1904 |             | |
| Santa Casa de Misericórdia de Pompeia                    | São Paulo           | 08.06.1941 |             | |
| Santa Casa de Misericórdia de Ponta Grossa               | Paraná              | 07.1907    | 08.12.1912  | |
| Santa Casa de Misericórdia de Pontal                     | São Paulo           | 30.06.1937 | 30.06.1939  | |
| Santa Casa de Misericórdia de Porto Alegre               | Rio Grande do Sul   | 19.10.1803 | 01.01.1826  | |
| Santa Casa de Misericórdia de Porto Ferreira             | São Paulo           | 24.01.1924 | 31.03.1924  | Hospital Dona Balbina |
| Santa Casa de Misericórdia de Presidente Prudente        | São Paulo           | 15.09.1929 |             | Hospital Estratégico |
| Santa Casa de Misericórdia de Presidente Venceslau       | São Paulo           | 04.06.1944 |             | |
| Santa Casa de Misericórdia do Recife                     | Pernambuco          | 1858       | 29.07.1860  | |
| Santa Casa de Misericórdia de Resende                    | Rio de Janeiro      | 25.01.1830 | 25.07.1835  | |
| Santa Casa de Misericórdia de Ribeirão Bonito            | São Paulo           | 1958       | 1961        | |
| Santa Casa de Misericórdia de Ribeirão Claro             | Paraná              | 20.11.1967 |             | |
| Santa Casa de Misericórdia de Ribeirão Pires             | São Paulo           | 30.01.2008 |             | |
| Santa Casa de Misericórdia de Ribeirão Preto             | São Paulo           | 1896       |             | |
| Santa Casa de Misericórdia de Rio Branco                 | Acre                | 28.07.1975 |             | |
| Santa Casa de Misericórdia de Rio Claro                  | São Paulo           | 28.03.1885 |             | Hospital São Rafael |
| Santa Casa de Misericórdia de Rio Grande                 | Rio Grande do Sul   | 15.03.1835 |             | |
| Santa Casa de Misericórdia de Rio Grande da Serra        | São Paulo           | 18.02.2022 |             | |
| Santa Casa de Misericórdia do Rio de Janeiro             | Rio de Janeiro      | 24.03.1582 |             | |
| Santa Casa de Misericórdia de Rondonópolis               | Mato Grosso         | 16.05.1971 |             | |
| Santa Casa de Misericórdia de Salto de Pirapora          | São Paulo           | 25.06.1953 |             | |
| Santa Casa de Misericórdia de Santa Bárbara d'Oeste      | São Paulo           | 07.1950    |             | Hospital Santa Bárbara |
| Santa Casa de Misericórdia de Santa Cruz do Rio Pardo    | São Paulo           | 02.05.1913 |             | |
| Santa Casa de Misericórdia de Santa Fé do Sul            | São Paulo           | 13.02.1966 |             | |
| Santa Casa de Misericórdia de Santa Rita do Passa Quatro | São Paulo           | 15.08.1926 |             | |
| Santa Casa de Misericórdia de Santa Rosa do Viterbo      | São Paulo           | 06.11.1956 |             | |
| Santa Casa de Misericórdia de Santana de Parnaíba        | São Paulo           |            |             | |
| Santa Casa de Misericórdia de Santo Amaro                | São Paulo           | 15.12.1895 | 08.12.1899  | Hospital Estruturante |
| Santa Casa de Misericórdia de Santos                     | São Paulo           | 1543       |             | Hospital Estruturante |
| Santa Casa de Misericórdia de São Bento do Sapucaí       | São Paulo           | 21.10.1911 | 09.05.1918  | |
| Santa Casa de Misericórdia de São Bernardo do Campo      | São Paulo           | 24.05.1968 |             | |
| Santa Casa de Misericórdia de São Carlos                 | São Paulo           | 12.04.1891 | 01.11.1899  | Hospital Estruturante e "Santa Casa Clínicas" |
| Santa Casa de Misericórdia de São Gabriel                | Rio Grande do Sul   | 15.04.1855 | 27.09.1862  | |
| Santa Casa de Misericórdia de São Cristóvão              | Sergipe             |            |             | Criação entre 1607 e 1626 |
| Santa Casa da Misericórdia de São João del-Rei           | Minas Gerais        | 01.1783    |             | |
| Santa Casa de Misericórdia de São João da Barra          | Rio de Janeiro      | 21.11.1873 |             | |
| Santa Casa de Misericórdia de São João da Boa Vista      | São Paulo           | 1891       | 1895        | Hospital Estruturante "Dona Carolina Malheiros" |
| Santa Casa de Misericórdia de São Joaquim da Barra       | São Paulo           | 12.03.1944 | 01.08.1957  | |
| Santa Casa de Misericórdia de São José do Rio Pardo      | São Paulo           | 31.01.1907 | 10.06.1913  | Hospital São Vicente |
| Santa Casa de Misericórdia de São José do Rio Preto      | São Paulo           | 01.01.1909 |             | Hospital Estruturante |
| Santa Casa de Misericórdia de São José dos Campos        | São Paulo           | 15.08.1899 |             | Hospital Estruturante |
| Santa Casa de Misericórdia de São Lourenço do Sul        | Rio Grande do Sul   | 15.08.1947 |             | |
| Santa Casa de Misericórdia de São Luís                   | Maranhão            | 1657       |             | |
| Santa Casa de Misericórdia de São Luiz do Paraitinga     | São Paulo           | 07.03.1875 |             | |
| Santa Casa de Misericórdia de São Paulo                  | São Paulo           | 1599       |             | Hospital Estruturante e Hospital Santa Isabel |
| Santa Casa de Misericórdia de São Pedro                  | São Paulo           | 18.12.1904 |             | |
| Santa Casa de Misericórdia de São Sebastião do Paraíso   | Minas Gerais        | 1897       | 23.09.1917  | |
| Santa Casa de Misericórdia de São Simão                  | São Paulo           | 11.05.1902 |             | |
| Santa Casa de Misericórdia de Serrinha                   | Bahia               | 01.05.1948 |             | |
| Santa Casa de Misericórdia de Sertãozinho                | São Paulo           | 05.09.1896 | 13.05.1903  | |
| Santa Casa de Misericórdia de Sobral                     | Ceará               | 24.05.1925 |             | |
| Santa Casa de Misericórdia de Sorocaba                   | São Paulo           | 08.12.1803 |             | |
| Santa Casa de Misericórdia de Suzano                     | São Paulo           | 04.08.1949 |             | |
| Santa Casa de Misericórdia de Tabatinga                  | São Paulo           | 31.08.1956 | 22.05.1957  | São Miguel |
| Santa Casa de Misericórdia de Tambaú                     | São Paulo           | 16.10.1944 |             | |
| Santa Casa de Misericórdia de Tanabi                     | São Paulo           | 15.11.1938 |             | São Vicente de Paulo |
| Santa Casa de Misericórdia de Tapiratiba                 | São Paulo           | 10.07.1959 | 1978        | Hospital São Lucas |
| Santa Casa de Misericórdia de Taquaritinga               | São Paulo           | 17.05.1907 | 01.1911     | Hospital D. Zilda Salvagni |
| Santa Casa de Misericórdia de Taubaté                    | São Paulo           | 28.02.1876 |             | |
| Santa Casa de Misericórdia de Teresina                   | Piauí               | 17.08.1861 |             | |
| Santa Casa de Misericórdia de Tietê                      | São Paulo           | 22.05.1898 | 21.06.1898  | |
| Santa Casa de Misericórdia de Tupã                       | São Paulo           | 12.07.1939 |             | |
| Santa Casa de Misericórdia de Tupi Paulista              | São Paulo           | 04.07.1950 |             | |
| Santa Casa de Misericórdia de Ubatuba                    | São Paulo           | 1854       |             | |
| Santa Casa de Misericórdia de Uberaba                    | Minas Gerais        | 1858       | 1898        | Em 19.08.1967 aconteceu a incorporação da Santa Casa pela então Faculdade de Medicina do Triângulo Mineiro. A medida atendia ao Decreto nº 60.837, de 08.06.1967.                                            |
| Santa Casa de Caridade de Uruguaiana                     | Rio Grande do Sul   | 30.05.1897 |             | |
| Santa Casa de Misericórdia de Valença                    | Bahia               | 30.09.1860 |             | |
| Santa Casa de Misericórdia de Valença                    | Rio de Janeiro      | 1838       | 1857        | |
| Santa Casa de Misericórdia de Valinhos                   | São Paulo           | 10.12.1960 | 10.12.1965  | |
| Santa Casa de Misericórdia de Valparaíso                 | São Paulo           | 23.05.1937 |             | |
| Santa Casa de Misericórdia de Vassouras                  | Rio de Janeiro      | 02.12.1853 |             | |
| Santa Casa de Misericórdia de Vinhedo                    | São Paulo           | 18.01.1956 | 01.05.1962  | |
| Santa Casa de Misericórdia de Vitória                    | Espírito Santo      | 1545       |             | |
| Santa Casa de Misericórdia de Vitória da Conquista       | Bahia               | 31.01.1915 |             | Hospital São Vicente |
| Santa Casa de Misericórdia de Votuporanga                | São Paulo           | 31.07.1946 | 16.04.1950  | Hospital Estruturante |